# Міцкевич Володимир Федорович
Володимир Федорович Міцкевич (21 січня 1920, село Юровичі, тепер Калинковицького району Гомельської області, Республіка Білорусь — 16 лютого 1983, місто Мінськ, тепер Республіка Білорусь) — радянський білоруський державний діяч, 1-й заступник голови Ради міністрів Білоруської РСР, секретар ЦК КП Білорусі, 1-й секретар Гродненського обласного комітету КП Білорусі, голова Мінського облвиконкому. Член ЦК КП Білорусі (1956—1983). Член Бюро ЦК КП Білорусі (1968—1983). Член Центральної Ревізійної Комісії КПРС у 1976—1983 роках. Депутат Верховної ради Білоруської РСР. Депутат Верховної ради СРСР 6—7-го і 9—10-го скликань.

## Життєпис
Народився в селянській родині. У 1939 році закінчив Гомельський зооветеринарний технікум.
Трудову діяльність розпочав у 1939 році зоотехніком Калинковицького районного земельного відділу Гомельської області.
У 1939—1946 роках — у Червоній армії. У 1940 році закінчив військове авіатехнічне училище. Учасник німецько-радянської війни.
Член ВКП(б) з 1944 року.
У 1946—1948 роках — інструктор Тамбовського обласного комітету ВКП(б).
У 1948—1949 роках — директор Мінської інкубаторно-птахівничої станції.
У 1949 році — інструктор Мінського обласного комітету КП(б) Білорусі.
У 1949—1950 роках — заступник начальника Мінського обласного управління сільського господарства.
У 1950—1955 роках — 2-й секретар, 1-й секретар Смолевицького районного комітету КП(б) Білорусі Мінської області.
У 1953 році закінчив заочно Вищу партійну школу при ЦК КПРС.
У жовтні 1955 — квітні 1962 року — голова виконавчого комітету Мінської обласної ради депутатів трудящих.
У квітні 1962 — січні 1963 року — 1-й секретар Гродненського обласного комітету КП Білорусі.
У січні 1963 — 12 грудня 1964 року — 1-й секретар Гродненського сільського обласного комітету КП Білорусі.
12 грудня 1964 — січень 1968 року — 1-й секретар Гродненського обласного комітету КП Білорусі.
23 січня 1968 — 30 квітня 1974 року — секретар ЦК КП Білорусі.
У квітні 1974 — 16 лютого 1983 року — 1-й заступник голови Ради міністрів Білоруської РСР.
Помер після важкої хвороби 16 лютого 1983 року в місті Мінську.

## Нагороди і відзнаки
- три ордени Леніна
- орден Жовтневої Революції
- орден Вітчизняної війни І ст.
- орден Трудового Червоного Прапора (18.01.1980)
- медаль «За трудову доблесть»
- медалі